# 蘇厄德鎮區 (堪薩斯州蘇厄德縣)
蘇厄德鎮區（英語：Seward Township）是位於美國堪薩斯州蘇厄德縣的一個行政鎮區。

## 地方資料
蘇厄德鎮區的面積為556.59平方千米，當中陸地面積為556.24平方千米，而水域面積為0.35平方千米。根據2010年美國人口普查的數據，當地共有人口316人，而人口密度為每平方千米0.57人。

## 外部連結
- US-Counties.com
- City-Data.com （页面存档备份，存于）